# Trichanthera gigantea
Trichanthera gigantea es una especie de planta arbórea de la familia de las  acantáceas, que se encuentra en Centroamérica, Panamá, Colombia, Ecuador, Perú, Venezuela, las Guayanas y Brasil.y Argentina Recibe los nombres comunes de yátago, nacedero, aro blanco, naranjillo, sanquillo, cajeto o, en Panamá, palo de agua.

## Hábitat
Se encuentra cerca de río y
fuentes de agua, en zonas pantanosas, bosques húmedos y estuarios entre los 100 y 2.150 m de altitud.

## Descripción
Mide hasta 12 m de altura. El tallo es ramificado, en forma de copa redondeada, con ramas cuadradas y claras y de nudos pronunciados; hojas de unos 30 cm de longitud, simples, opuestas, de color verde oscuro; las inflorescencias sobresalen en la copa del árbol y las flores, en forma de campana, son de color rojo oscuro, vino tinto o amarillo, de 3 a 4 cm de longitud, se abren después del mediodía y producen néctar en la tarde y la noche, atrayendo diferentes especies de murciélagos, aves e insectos. Los frutos son alargados, hasta de 2 cm, duros como madera, contienen en promedio dos semillas redondas, de hasta 5 mm de diámetro.

## Usos
Se puede utilizar como forraje de alto valor nutritivo para diversas especies, tanto en la ganadería, como en la avicultura. Es usada comúnmente como cerca viva y especialmente para el mantenimiento y conservación de fuentes de agua. También ayuda a recuperar áreas erosionadas.
Se le atribuyen propiedades medicinales, como protector hepático y antimalárico. Los tallos verdes se utilizan para tratar la nefritis y las raíces como un "tónico para la sangre".  En veterinaria, es utilizado como digestivo para tratar la obstrucción intestinal, las hernias y para expulsar la placenta en los partos del ganado. Sus brotes se utilizan mezclados con la harina de maíz, para el consumo humano.

## Taxonomía
Trichanthera gigantea fue descrita por (Humboldt & Bonpland) Nees y publicado en Prodromus Systematis Naturalis Regni Vegetabilis 11: 218. 1847.
Sinonimia
- Besleria surinamensis Miq.
- Clerodendrum verrucosum Splitg. ex de Vriese
- Ruellia gigantea Humb. & Bonpl.
- Trixanthera angularis Raf.[7]